# Lagunilla del Jubera
Lagunilla del Jubera település Spanyolországban, La Rioja autonóm közösségben.  Lakosainak száma 390 fő (2024).

## Népesség
A település népessége az elmúlt években az alábbi módon változott:
| Lakosok száma | 320  | 428  | 359  | 334  | 327  | 309  | 292  | 375  | 334  | 390  |
|               | 2001 | 2004 | 2007 | 2009 | 2012 | 2014 | 2017 | 2019 | 2022 | 2024 |